# Twin Memories
Albums de Wink
Especially for You ~Yasashisa ni Tsutsumarete~
(1989) Wink First Live Shining Star
(1990)
Singles
Twin Memories est le 3e album original du duo japonais Wink, sorti en 1989.

## Présentation
L'album sort le 1er décembre 1989 au Japon sous le label Polystar, sept mois après le précédent. Il atteint la 2e place de l'Oricon, et reste classé pendant 23 semaines.
Deux des chansons de l'album, One Night In Heaven et Samishii Nettaigyo, étaient déjà parues sur les deux singles sortis en juillet et novembre, et sont remixées pour l'album. 
Deux autres chansons sont interprétées en solo : Sayonara Chisa na Crybaby par Shoko Aida (auteur de ses paroles sous le pseudonyme Keiko), et Joanna par Sachiko Suzuki. 
Deux autres chansons servent de thèmes musicaux : Special To Me pour la coupe du monde de Volley-ball de 1989 organisée au Japon, et Shining Star pour une campagne publicitaire ; cette chanson donnera aussi son titre à l'album live qui sortira six mois plus tard : Shining Star. 
La moitié des titres de l'album Twin Memories sont des reprises de chansons occidentales adaptées en japonais : 
- Oh My Love est une reprise du titre de l'album Imagine de John Lennon de 1971 ;
- Special To Me est une reprise de la chanson homonyme de Bobby Caldwell parue en album en 1978 ;
- In Your Letter est une reprise de la chanson homonyme de REO Speedwagon sortie en single en 1981 ;
- Yakan Hikō est une reprise de la chanson Never Marry A Railroad Man de Shocking Blue sortie en single en 1970 ;
- Joanna est une reprise de la chanson homonyme de Kool & the Gang sortie en single en 1983.

## Liste des titres
| 1.  | Oh My Love (Introduction) (instrumental)                             | John Lennon / Satoshi Kadokura                | 0:32 |
| 2.  | One Night in Heaven ~Mayonaka no Angel~ (Remix) (真夜中のエンジェル) | T.Matsumoto / S.Lilloni, D.Verro / M.Funayama | 5:03 |
| 3.  | Special To Me                                                        | D.Shane, R.Caldwell, M.Radcliffe/ M.Funayama  | 3:38 |
| 4.  | Shining Star                                                         | Takashi Matsumoto/ Masaya Ozeki/ M.Funayama   | 4:33 |
| 5.  | Sayonara Chisa na Crybaby (さよなら 小さなCrybaby)                   | KEIKO / Hitoshi Haba / Motoki Funayama        | 4:47 |
| 6.  | Aishiteru ~Never Stopped Loving You~ (愛してる...)                   | Paul Gurvitz / Motoki Funayama                | 5:06 |
| 7.  | In Your Letter                                                       | Gary Richrath / Takao Sugiyama                | 3:22 |
| 8.  | Yakan Hikō (夜間飛行)                                                | Robbie V. Leeuwen / Takao Sugiyama            | 4:13 |
| 9.  | Joanna                                                               | Charles Smith, James Taylor / Motoki Funayama | 4:10 |
| 10. | Samishii Nettaigyo (Remix) (淋しい熱帯魚)                            | Neko Oikawa / Yuji Ozeki / Motoki Funayama    | 5:04 |
| 11. | Oh My Love                                                           | John Lennon / Satoshi Kadokura                | 2:39 |

Notes
1. 1 2 3  paroles japonaises de Neko Oikawa
2. 1 2 3  paroles japonaises de Yoko Morimoto